# Епока (1875 – 1912)
„Епока“ (на ладино: La Epoca, в превод Епоха) е сефарадски еврейски вестник, излизал в Солун, Османската империя от 1875 до 1912 година.
Списва се на ладински с еврейска писменост. „Епока“ е един от най-стабилните еврейски вестници в Солун. Занимава се с живота на еврейската общност, икономическото развитие на Османската империя, критикува администрацията. Първоначално е седмичник, по-късно започва да излиза два пъти, после три пъти в седмицата и накрая става ежедневник.
Първият брой излиза на 20 октомври/1 ноември 1875 година. Издател му е 35-годишният Саади Леви Ашкенази. Вестникът се самоопределя като политически, икономически и литературен.
От 1895 година Саади Леви започва да издава френскоезичният „Журнал дьо Салоник“, а в 1897 година се появява модерен ладински вестник „Авенир“, който привлича част от читателите на „Епока“ и вестникът запада.
През пролетта на 1912 година излиза като „Нуева Епока“ под редакцията на Й. Асео.